# Mesit hnědý
Mesit hnědý (Mesitornis unicolor) je druh ptáka z čeledi mesitovití (Mesitornithidae), madagaskarský endemit.

## Výskyt
Mesit hnedý je endemitním druhem Madagaskaru, areál výskytu tvoří úzký pás poblíž východního pobřeží ostrova táhnoucí se od dalekého severu po daleký jih. Mesit obývá původní stálezelené vlhké lesy od hladiny moře až po asi 1 200 metrů nad mořem, i když většinou žije v nadmořské výšce pod 800 metrů.

## Popis
Mesit hnědý je pták štíhlé konstituce, měří asi 30 cm na délku, má menší hlavu a široký ocas. Zbarvení je na hřbetě tmavě hnědé, spodní partie dosahují světlejších odstínů. Hlava je našedlá, u každého oka se nachází bělavý pásek. Zobák je tenký a nepříliš dlouhý, má našedlou barvu. Zbarvení je obecně kryptické, umožňuje lepší splynutí s podrostem, u obou pohlaví dosahuje stejných odstínů. Ačkoli má mesit hnědý vcelku dobře vyvinutá křídla, nebyl pozorován v letu.

## Chování
Mesit hnědý je ve volné přírodě viděn pouze zřídka, i na základě kryptického způsobu života. Pravděpodobně utváří menší rodinné skupinky od dvou do tří jedinců. Nikdy nebyl pozorován za letu, což buďto může svědčit o tom, že létá pouze zřídka, anebo se již druh jako takový nachází buďto v raných fázích přechodu k nelétavosti, či již vůbec nelétá. Mesit hnědý se pohybuje v podrostu, kde také vyhledává potravu (hmyz, semena, drobné plody). Hnízdí nízko nad zemí (ne výše než 150 cm od země), přičemž hnízdo si ptáci staví z větviček a vystýlají listy a rostlinnými vlákny. Samice do něj následně snese jediné vejce.

## Populace
Mezinárodní svaz ochrany přírody (IUCN) odhaduje v květnu 2021 velikost populace na 2 500 až 10 000 jedinců, na základě kryptického způsobu života ptáka jsou však přesná čísla obtížná zjistit. IUCN vede mesita hnědého jako zranitelný druh, především kvůli pokračujícímu úbytku vhodných přírodních stanovišť pro lidské aktivity. Mezi další hrozby lze počítat predaci ze strany psů a krys poblíž lidských osad, stejně jako budoucí možné dopady klimatických změn.